# 威尼斯廣域市
威尼斯廣域市（義大利語：Città Metropolitana di Venezia）是意大利威尼托大区的一個广域市。面積2,467平方公里，2017年人口853,761人。首府威尼斯。前身为威尼斯省。
下分44市鎮。